# Nemotelus alida
Nemotelus alida är en tvåvingeart som beskrevs av Lindner 1966. Nemotelus alida ingår i släktet Nemotelus och familjen vapenflugor. Inga underarter finns listade i Catalogue of Life.